# Cireșoaia (okręg Bistrița-Năsăud)
Cireșoaia (węg. Magyardécse) – wieś w Rumunii, w okręgu Bistrița-Năsăud, w gminie Braniștea. W 2011 roku liczyła 1338 mieszkańców.